# Plataraea interurbana
Plataraea interurbana – gatunek chrząszcza z rodziny kusakowatych i podrodziny rydzenic. Zamieszkuje środkową część Europy.

## Taksonomia
Gatunek ten opisany został po raz pierwszy w 1899 roku przez Maxa Bernhauera  pod nazwą Atheta interurbana.

## Morfologia
Chrząszcz o wydłużonym ciele długości od 2,5 do 4,5 mm. Ubarwienie ma ciemnobrązowe z brązowożółtymi odnóżami i nasadami czułków, zwykle z odcieniem na głowie i odwłoku ciemniejszym niż na przedpleczu i pokrywach. Głowa jest poprzeczna, o zaokrąglonych i dłuższych niż oczy skroniach. Powierzchnię ma koliście szagrynowaną, drobno i rzadko punktowaną. Czułki są smukłe, o słabo poprzecznym członie przedostatnim. Przedplecze jest duże, o co najwyżej ⅓ szersze niż dłuższe, szagrynowane i punktowane jak głowa, a ponadto wyposażone w pory ze szczecinkami zmysłowymi. Owłosienie na linii środkowej przedplecza kieruje się ku przodowi w połowie przedniej i ku tyłowi w połowie tylnej. Pokrywy są w barkach tak szerokie jak przedplecze; powierzchnię mają punktowaną gęsto i chropowato. Odwłok ma boki w zarysie równoległe. Tergity są poprzecznie szagrynowane, a te w przedniej części odwłoka ponadto punktowane tak jak pokrywy.

## Ekologia i występowanie
Owad znajdowany m.in. na śródleśnych łąkach, gdzie bytuje na roślinności.
Gatunek palearktyczny, europejski, znany z Niemiec, Austrii, Polski, Czech i Słowacji. Z Polski wykazany został jednokrotnie, w połowie XX wieku z Bieszczadów.